# Philippe Verkinderen
Philippe Verkinderen (Brugge, 31 mei 1981) is een Belgische schrijver, scenarioschrijver en regisseur.

## Biografie
Philippe Verkinderen studeerde Audiovisuele Kunsten in het RITS te Brussel, waar hij afstudeerde als scenarist.
In 2009 kwam zijn korte debuutfilm Een Kleine Duw uit, waarvoor hij verschillende prijzen won, zoals de Publieksprijs op het Internationaal Kortfilmfestival Leuven, alsook de Bronze Diana (Film Festival Carinthia, 2010),  Grand Prix pour Meilleur Film de la competition (Festival International du Film Indépendant Brussel, 2010), Golden Bear (Festival Der Nationen, 2010) en de Best Short (Bradford Film Festival, UK, 2011).
Voor theater maakte hij als schrijver / regisseur en/of speler de voorstellingen “I Promiscue” en “Dummies” voor De Werf (met Liesa Naert), “STIP” en “Zap, Zapper Zapst” voor 4Hoog.
In 2005 richtte hij de cabaretgroep Ongericht Enthousiasme op. In 2011 won hij met deze groep de juryprijs van het Camerettenfestival te Rotterdam.

## Storyteller Johanson
Storyteller Johanson is het pseudoniem en patroniem waaronder hij tragikomische, licht surreële (korte) verhalen schrijft. Daarin toont hij steevast de mens als verhalend wezen dat zijn eigen mythes en rituelen verzint als houvast in een snelle, absurde wereld - en daarmee zowel zijn geluk bepaalt als zijn lot bezegelt.

### Werk
- 2024: Night Flights - zevendelige fictiepodcast
- 2021: Puzzled - vierdelige fictiepodcast
- 2021: Het Jaar van de Tijger- webreeks
- 2020: Tekens - podcast
- 2020: Puzzledstory.com - creatief platform